# New Bomb Turks
I New Bomb Turks sono un gruppo punk rock statunitense formato nel 1990 a Columbus, Ohio. I fondatori della band sono Jim Weber, Eric Davidson, Bill Randt, e Matt Reber; Sam Brown rimpiazzò Bill Randt quando nel 1999 lasciò la band.
Band punk rock a lungo tempo sottovalutata, sotto l'influenza di gruppi come The Stooges, The Pagans, Devil Dogs, Lazy Cowgirls, Union Carbide Productions, Didjits, e the Fluid, i New Bomb Turks propongono un veloce, distorto e aggressivo rock & roll che mescola hardcore punk, blues, garage e hard rock.
Nel corso della loro carriera i New Bomb Turks hanno pubblicato ben 10 album di studio, due EP, oltre venti singoli, molti dei quali contengono canzoni inedite impossibili da reperire. Le loro prime registrazioni sono state distribuite dalla Datapanik Records, dalla Sympathy For The Record Industry, Get Hip Records e dalla Bag of Hammers. La Crypt Records propose un contratto alla band che gli permise di pubblicare l'album di debutto !!Destroy-Oh-Boy!!, Information Highway Revisited, e Pissing Out The Poison. In tempi successivi saranno acquisiti dalla Epitaph Records che permetterà loro di pubblicare Scared Straight, At Rope's End e Nightmare Scenario.  La Gearhead Records pubblicò il loro seguente album, The Night Before the Day the Earth Stood Still. La band ha inoltre pubblicato ben tre raccolte di b-side e demo: Pissing Out the Poison, The Big Combo, e Switchblade Tongues & Butterknife Brains.
Il nome del gruppo deriva dal nickname di un personaggio del film "The Hollywood Knights" interpretato da Robert Whul ("Newbomb Turk").

## Formazione

### Formazione attuale
- Jim Weber - chitarra
- Eric Davidson - voce
- Sam Brown - batteria
- Matt Reber - basso

### Ex componenti
- Bill Randt - batteria

## Discografia

### Album studio
- 1993 - !!Destroy-Oh-Boy!!
- 1994 - Information Highway Revisited
- 1995 - Pissing Out the Poison: Singles & Other Swill... (raccolta)
- 1995 - Live on VPRO Radio (live)
- 1996 - Scared Straight
- 1998 - At Rope's End
- 2000 - Nightmare Scenario
- 2001 - The Big Combo
- 2002 - The Night Before the Day the Earth Stood Still
- 2003 - Switchblade Tongues & Butterknife Brains (raccolta)

### EP, singoli e split
- 1993 - Drunk on Cock	(EP)
- 1993 - New Bomb Turks/Sinister Six (split EP con i Sinister Six)
- 1993 - Trying to Get by/Last Lost Fight (EP)
- 1993 - Dogs On 45 Medley/Tattooed Apathetic Boys (Split 7" con The Devil Dogs - Helter Skelter records)
- 1993 - Dragstrip Riot/Cryin' into the Beer of a Drunk... (singolo)
- 1993 - I'm Weak/Summer Romance (singolo)
- 1995 - Gotta Gotta Sinking Feeling (EP)
- 1995 - Sharpen Up Time/Laissez Fair Stare (singolo)
- 1996 - Veronica Lake (singolo)
- 1999 - '99 Crash (EP)
- 1999 - Beruhren Meiner Affe (EP)
- 2000 - The Blind Run (EP)
- 2003 - Raw Law (singolo)

### Raccolte
- The Gearhead Records Thingmaker
- Motorcycle Mania 3 (Soundtrack)
- Smash Up Derby
- How We Rock
- A Fistful Of Rock N Roll Volume 9
- Punk Rock Jukebox
- The Las Vegas Shakedown
- Punk-O-Rama Vol. 5
- Punk-O-Rama 4: Straight Outta The Pit
- Punk-O-Rama Vol. 3
- Cheapo Crypt Sampler 1997
- Punk-O-Rama Vol. 2
- Happy Birthday, Baby Jesus
- Punk Rock Jukebox
- 500 Miles to Glory
- Cheapo Crypt Sampler
- Shave the Baby: Datapanik's
- Glory Daze (Soundtrack)
- Attack from the Planet of the Devil Dogs (Head Dip)